# Hármasbelű örvényféregalakúak
A  hármasbelű örvényféregalakúak (hármasbelűek, planáriák, Tricladida) a laposférgek (Platyhelminthes) közé sorolt örvényférgek (Turbellaria) altörzsében a valódi örvényférgek (Rhabditophora) osztályának egyik rendje, amelyek közül a tengeri planáriák (Maricola) különültek el elsőként. Az alrendek neve arra utal, hogy a hagyományos koncepció értelmében ezeket nemcsak testük felépítése, de élőhelyük is jól megkülönbözteti egymástól.
Ezt a nézetet a molekuláris genetikai vizsgálatok részben felülírták, és emiatt az édesvízi planáriák (korábban: Paludicola) egyes taxonjait a szárazföldi planáriák (korábban: Terricola) közé kellett átsorolni.
Ez az örvényférgek legjobban megismert csoportja (Urania).
Sluys et al (2009) a rend tagjainak leszármazási törzsfáját az alábbiak szerint rekonstruálta:
|  | Planariidae                                                  |
|  |                                                              |
|  | \| \| Kenkiidae \| \| \| \| \| \| Dendrocoelidae \| \| \| \| |
|  |                                                              |
|  | Kenkiidae                                                    |
|  |                                                              |
|  | Dendrocoelidae                                               |
|  |                                                              |

|  | Kenkiidae      |
|  |                |
|  | Dendrocoelidae |
|  |                |

|  | Dugesiidae  |
|  |             |
|  | Geoplanidae |
|  |             |

|  | Planariidae                                                  |
|  |                                                              |
|  | \| \| Kenkiidae \| \| \| \| \| \| Dendrocoelidae \| \| \| \| |
|  |                                                              |
|  | Kenkiidae                                                    |
|  |                                                              |
|  | Dendrocoelidae                                               |
|  |                                                              |

|  | Kenkiidae      |
|  |                |
|  | Dendrocoelidae |
|  |                |

|  | Dugesiidae  |
|  |             |
|  | Geoplanidae |
|  |             |

|  | Planariidae                                                  |
|  |                                                              |
|  | \| \| Kenkiidae \| \| \| \| \| \| Dendrocoelidae \| \| \| \| |
|  |                                                              |
|  | Kenkiidae                                                    |
|  |                                                              |
|  | Dendrocoelidae                                               |
|  |                                                              |

|  | Kenkiidae      |
|  |                |
|  | Dendrocoelidae |
|  |                |

|  | Dugesiidae  |
|  |             |
|  | Geoplanidae |
|  |             |

|  | Planariidae                                                  |
|  |                                                              |
|  | \| \| Kenkiidae \| \| \| \| \| \| Dendrocoelidae \| \| \| \| |
|  |                                                              |
|  | Kenkiidae                                                    |
|  |                                                              |
|  | Dendrocoelidae                                               |
|  |                                                              |

|  | Kenkiidae      |
|  |                |
|  | Dendrocoelidae |
|  |                |

|  | Dugesiidae  |
|  |             |
|  | Geoplanidae |
|  |             |

|  | Planariidae                                                  |
|  |                                                              |
|  | \| \| Kenkiidae \| \| \| \| \| \| Dendrocoelidae \| \| \| \| |
|  |                                                              |
|  | Kenkiidae                                                    |
|  |                                                              |
|  | Dendrocoelidae                                               |
|  |                                                              |

|  | Kenkiidae      |
|  |                |
|  | Dendrocoelidae |
|  |                |

|  | Dugesiidae  |
|  |             |
|  | Geoplanidae |
|  |             |

|  | Planariidae                                                  |
|  |                                                              |
|  | \| \| Kenkiidae \| \| \| \| \| \| Dendrocoelidae \| \| \| \| |
|  |                                                              |
|  | Kenkiidae                                                    |
|  |                                                              |
|  | Dendrocoelidae                                               |
|  |                                                              |

|  | Kenkiidae      |
|  |                |
|  | Dendrocoelidae |
|  |                |

|  | Dugesiidae  |
|  |             |
|  | Geoplanidae |
|  |             |

|  | Planariidae                                                  |
|  |                                                              |
|  | \| \| Kenkiidae \| \| \| \| \| \| Dendrocoelidae \| \| \| \| |
|  |                                                              |
|  | Kenkiidae                                                    |
|  |                                                              |
|  | Dendrocoelidae                                               |
|  |                                                              |

|  | Kenkiidae      |
|  |                |
|  | Dendrocoelidae |
|  |                |

|  | Dugesiidae  |
|  |             |
|  | Geoplanidae |
|  |             |

|  | Planariidae                                                  |
|  |                                                              |
|  | \| \| Kenkiidae \| \| \| \| \| \| Dendrocoelidae \| \| \| \| |
|  |                                                              |
|  | Kenkiidae                                                    |
|  |                                                              |
|  | Dendrocoelidae                                               |
|  |                                                              |

|  | Kenkiidae      |
|  |                |
|  | Dendrocoelidae |
|  |                |

|  | Dugesiidae  |
|  |             |
|  | Geoplanidae |
|  |             |

A Planarioidea öregcsalád holarktikus.

## Származásuk, elterjedésük
Hosszú evolúciós idejük alatt sokféle környezethez alkalmazkodtak. A tengerekben viszonylag kevés fajuk él. Az édesvizekben a hideg és a mérsékelt égövben fordulnak elő, és megtalálhatók (az Antarktisz kivételével) a szárazföldeken is (Urania).
Hazai vizeinkben él a Dugesiidae család névadó nemzetségéből a füles planária (Dugesia gonocephala) és a Dendrocoelidae család névadó nemzetségéből a tejfehér planária (Dendrocoelum lacteum) — előbbi a gyors, utóbbi az álló vagy lassan folyó vizekben.
A szárazföldi planáriák közül a trópusokon és a szubtrópusokon jellemzően a Geoplanidae család (Bipalium nem) fajai élnek. A Dugesiidae család fajai édesvíziek, az Antarktisz kivételével minden kontinensen.

## Megjelenésük, felépítésük
Az ágasbelű örvényférgekhez (Polycladida) hasonlóan viszonylag nagyok. Testük erősen lapított. Főleg a szárazföldi planáriák (Geoplanidae) sok faja élénken színezett. A vízben élő fajok erősen lapítottak; a szárazföldiek teste közel hengeres. Csillóik többnyire csak a hasukon vannak (Urania).
Szájuk a has közepe táján helyezkedik el. Garatjuk kiölthető. Sok faj fejének két oldalán mechano- és kemoreceptorokat hordozó, fülszerű tapogatók (auricula) nőnek. Testük elülső részén többnyire egy, de időnként több pár szemet találunk; utóbbi esetben ezek a test peremén, kétoldalt sorakozhatnak (Urania).
Garatjuk összetett (pharynx compositus) és redőzött (plicatus) típusú. A taxon neve (a latin tri-, azaz ‛három’ és a görög kladosz, azaz ‛ág’ összetételéből) arra utal, hogy középbelük  három nagy ágra válik szét; ezek közül egy előre néz, kettő pedig a garat mellett hátra. Mindháromból divertikulumok sokasága ágazik ki. (Állatrendszertan).
A Bipalium nem fajai viszonylag nagyok. Fejük kétoldalt baltaszerűen kiszélesedik. Többük:
- Bipalium adventitium
- Bipalium kewense

tetrodotoxint termel, ami feltehetőleg egyszerre szolgálja a védekezést és zsákmányszerzést.
Petesejtjeik ektolecitálisak, Ennek megfelelően a szikanyagot termelő mirigyeik a petefészken kívül foglalnak helyet (Urania).
A Dendrocoelidae családban a garat hosszanti és körkörös izomrostjai nem különülnek el két rétegre. A Planariidae család tagjainak nincs tapadószerve. A Dugesiidae család apomorf bélyege a női ivarszerv ultrastruktúrája. Szemük mindig több fotoreceptor sejtből álló pigmentserleg szem.

## Életmódjuk, élőhelyük
Lehetnek kommenzalisták vagy paraziták. Igen jól regenerálódnak (Állatrendszertan). Szárazföldi fajaik jellemzően nyirkos helyeken élnek (Urania).
Egyedfejlődésük közvetlen.
Hírhedt inváziós, az endemikus csigafajokat veszélyeztető szárazföldi planária az Új-Guineából kirajzott Platydemus manokwari, amely mára már a teljes csendes-óceáni térségben, Európában, a Karib-térségben és az Egyesült Államokban is megtelepedett (Állatrendszertan).
Az atlanti tőrfarkú rák (Limulus polyphemus) kopoltyúin és végtagjain élő ektokommenzalista faj a Bdelloura candida (a Bdellouridae családból).

### Szaporodásuk
Hímnősek. A kölcsönös megtermékenyítés után mindkét fél egy-egy több száz petét tartalmazó kokont rak le; ezeket (rendszerint rövid nyéllel) kövekre, vízinövényekre vagy más tárgyakra ragasztják. A kicsiny planáriák bő két hét múlva bújnak elő (Urania).